# Salix chaenomeloides
Salix chaenomeloides es una especie de sauce perteneciente a la familia de las salicáceas. Es nativa de Japón, Corea y China.

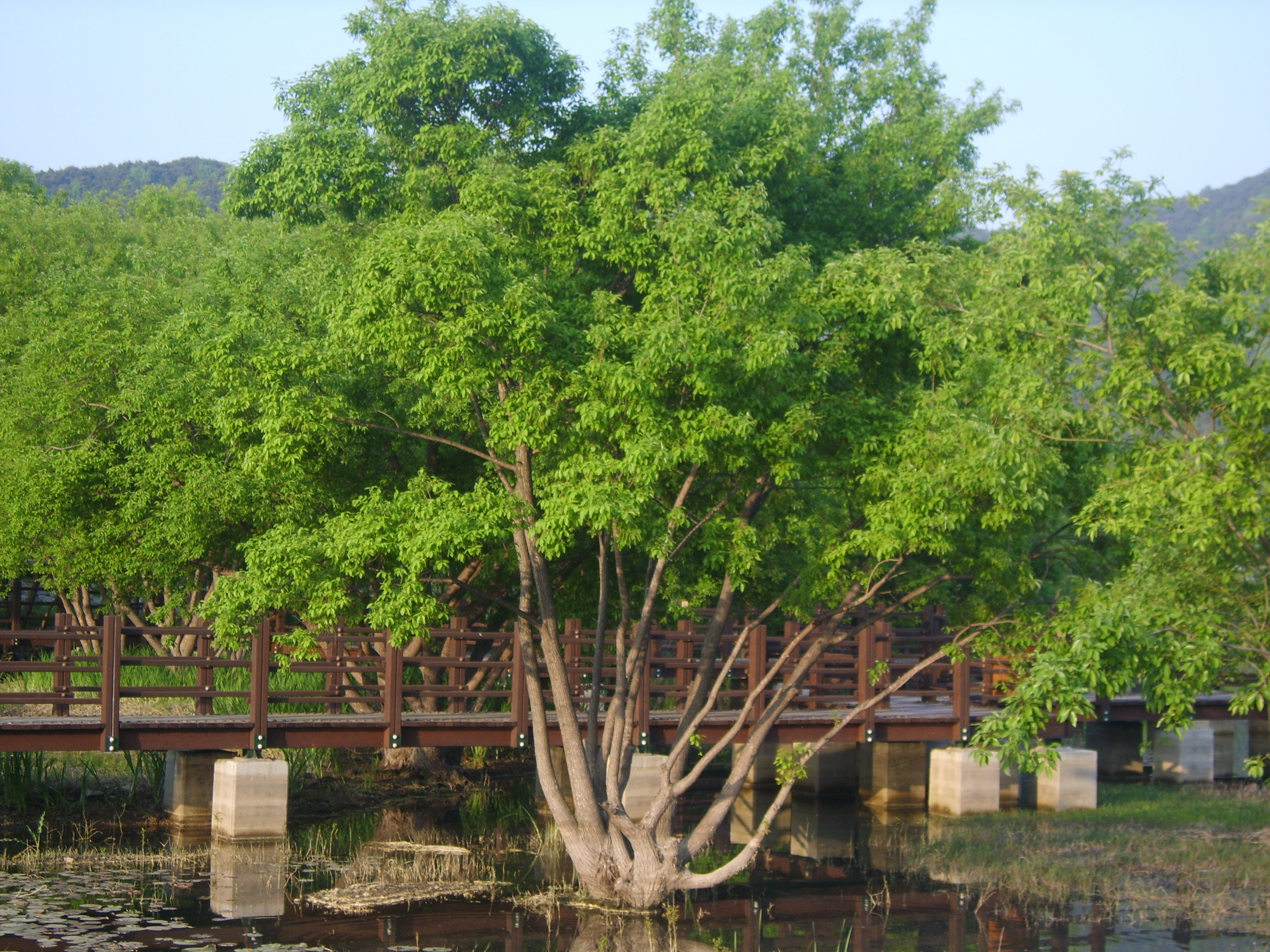
Vista de la planta

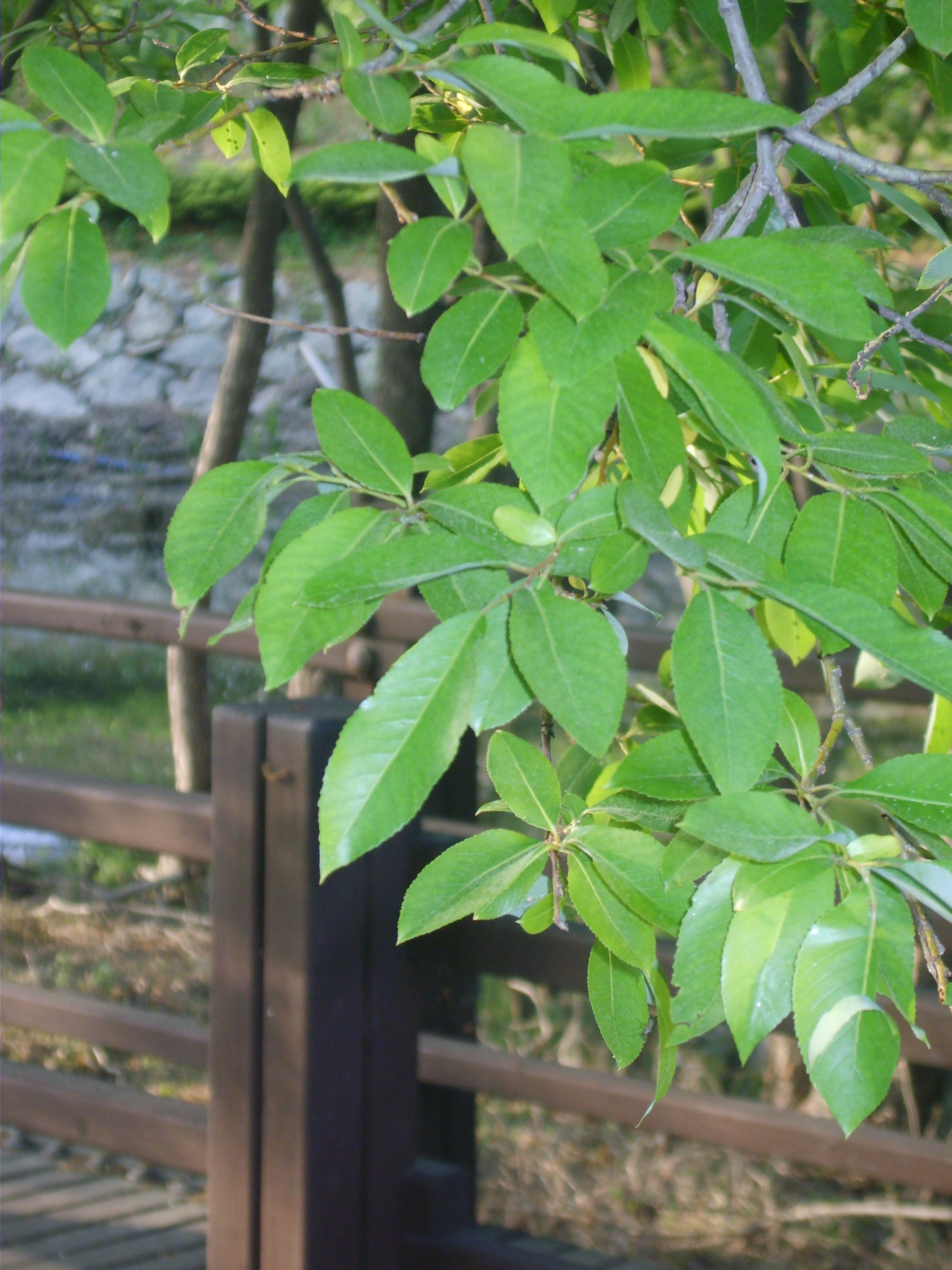
Detalle de las hojas

## Descripción
Es un árbol de pequeño tamaño. Con ramas oscuras o de color marrón rojizo y brillante. Las hojas de los brotes con estípulas semiorbiculares, reniformes, serradas o auriculadas, glandulares, caducifolias. Con pecíolo de 5-12 mm,  pubescentes cuando jóvenes, ovadas a elíptico-lanceoladas, de color pálido o blanco grisáceo el envés, el haz verde, aserradas margen glandular o dentadas, ápice agudo. El amento femenino de 4-5 cm; pedúnculo y raquis pubescentes, brácteas ovadas, de. 1 mm. El fruto en forma de cápsula ovoide-elipsoide,de 3-7 mm.

## Distribución
Se encuentra a una altitud por debajo de 1100 metros, en Hebei, Jiangsu, Liaoning, Shaanxi y Sichuan de China y en  Japón y Corea.

## Taxonomía
Salix caroliniana fue descrita por Arika Kimura y publicado en Science Reports of the Tôhoku Imperial University, Ser. 4, Biology 13: 77, en el año 1938.
Etimología
Salix: nombre genérico latino para el sauce, sus ramas y madera.
chaenomeloides: epíteto latino que significa "similar a Chaenomeles".
Variedades aceptadas
- Salix chaenomeloides var. chaenomeloides
- Salix chaenomeloides var. glandulifolia (C.Wang & C.Y.Yu) C.F.Fang
- Salix chaenomeloides f. obtusa (Z.Wang & C. Y. Yu) C.F. Fang[4]